# Peyret-Saint-André

Peyret-Saint-André este o comună în departamentul Hautes-Pyrénées din sudul Franței. În 2009 avea o populație de 56 de locuitori.

## Evoluția populației
| An        | 1975 | 1982 | 1990 | 1999 | 2006 | 2009 |
| --------- | ---- | ---- | ---- | ---- | ---- | ---- |
| Populație | 60   | 68   | 64   | 57   | 58   | 56   |